# Héliographie

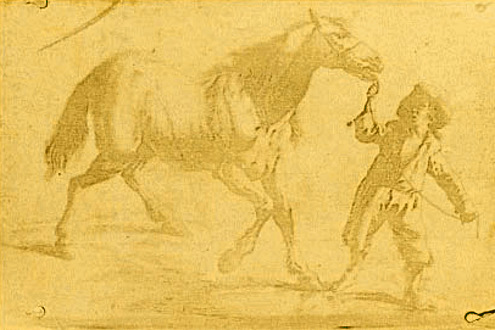
Première gravure connue obtenue par Niépce, en 1825, avec le procédé de l'héliographie ; copie d'une gravure du XVIIe siècle montrant un enfant menant un cheval, acquise en 2002 par la Bibliothèque nationale de France.

L'héliographie est une technique d'impression des images photographiques sur papier, utilisant un procédé combinant le transfert d'un positif photographique sur un vernis photosensible et la taille-douce.

## Histoire
C'est dans la première moitié du XIXe siècle, plus précisément en 1825, que Nicéphore Niépce découvre un nouveau procédé d'impression des images.
Dès 1816, Niépce avait entrepris des recherches ayant pour but de fixer l'image obtenue grâce à la camera obscura (chambre noire). Il arrive à un premier résultat en utilisant une couche photosensible à base de bitume de Judée. Mais il ne parvient pas encore, à cette époque, à fixer les images sur le support : elles s'effacent très rapidement de la plaque photosensible.[réf. nécessaire]
Vers 1853, il est relayé par son cousin, Abel Niépce de Saint-Victor, qui améliore la technique et la baptise héliogravure.

## Technique
Une gravure originale sert à produire une plaque d’impression qui en reproduit exactement le dessin (en d'autres termes plus vulgaires, une sorte de gros tampon) ; la procédure comprend d’abord l’action de la lumière sur une substance photosensible (le bitume de judée), puis la gravure de la plaque, à l’acide, selon la technique de l’eau-forte (acide nitrique sur plaque de cuivre) en vogue depuis le XVIIè siècle. La conjonction de ces deux actions sera dénommée par la suite « photogravure » même si Niépce utilisait le terme "Héliographie". 
Une plaque d’étain (ou de cuivre, ou de cuivre argenté) est enduite de bitume de Judée (une substance qui est sensible à la lumière puisqu'elle se durcit à son contact) dissous dans l’essence de lavande. On dépose sur cette plaque une gravure originale rendue translucide par un vernis, et l’on expose l’ensemble à la lumière solaire. La lumière va traverser les endroits du papier qui n'ont pas d'encre et le bitume ne va se durcir qu'aux endroits où il n'y a pas le dessin tracé à l'encre. Le bitume est ensuite dissous aux endroits qui n’ont pas reçu de lumière (là où il n’est pas durci et donc plus facilement enlevable), correspondant aux traits noirs de la gravure. La plaque est ensuite gravée sélectivement par action de l’acide (« eau-forte ») : les zones correspondant aux traits, non protégées par le bitume, sont creusées par l’acide. La plaque débarrassée du bitume est ensuite encrée « dans les creux » (technique habituelle de l’eau forte) et pressée contre une feuille de papier. Elle reproduit ainsi, « traits pour traits » la gravure originelle. L’impression d’une nouvelle épreuve peut être renouvelée indéfiniment.

## Applications
À partir des années 1850, Eugène Delacroix s'intéresse à la photographie. En 1851, il est membre fondateur de la Société héliographique. Il pratique les cliché-verres et en 1854, commande au photographe Eugène Durieu une série de photographies de modèles nus masculins et féminins.